# Bournemouth Saturday Football League
De Bournemouth Saturday Football League is een Engelse voetbalcompetitie. Er zijn in totaal 6 divisies en de hoogste divisie bevindt zich op het 13de niveau in de Engelse voetbalpiramide.